# Bismarck (nave da battaglia)
La Bismarck fu una nave da battaglia tedesca della seconda guerra mondiale, così battezzata in onore del cancelliere del XIX secolo Otto von Bismarck (1815-1898). È famosa per l'affondamento dell'incrociatore da battaglia Hood e per la caccia successiva che le venne data e che portò al suo affondamento. Eponima della classe Bismarck, l'unica altra unità della stessa classe fu la Tirpitz.

## Piano di riarmo navale tedesco
La Bismarck fu riarmata in funzione di un nuovo sviluppo della Kriegsmarine dopo che Hitler denunciò gli accordi anglo-tedeschi relativi alle limitazioni agli armamenti (dopo che erano decadute le precedenti limitazioni imposte dal Trattato di Versailles). Il piano di riarmo navale tedesco prevedeva un numero di grandi navi che non poteva competere con la Royal Navy, ma che fosse qualitativamente all'avanguardia. Tra i risultati di questa politica vi fu una corazzata che poteva considerarsi tra le più potenti del suo tempo. Solo con l'entrata in servizio delle gigantesche Yamato giapponesi la Bismarck venne superata (anche se le Yamato erano più lente). Al livello della Bismarck venivano considerate le più recenti produzioni americane e inglesi, e le corazzate italiane della classe Littorio i cui cannoni avevano calibro simile a quello della Bismarck (380mm della Bismark e 381mm della Littorio) ma con una gittata superiore.
Le prime navi che entrarono in servizio furono le Panzerschiff ("navi corazzate", che i britannici definirono "corazzate tascabili") della classe Deutschland (1931) che, pur rispettando formalmente i limiti del Trattato di Versailles, presentavano innovazioni tecniche tali da poterle classificare fra le navi più potenti dell'epoca. Nel 1936 fu impostata la Bismarck, che avrebbe dovuto rappresentare la nuova frontiera delle corazzate (o navi da battaglia). Oltre alla Bismarck era prevista un'altra corazzata della stessa classe (la Tirpitz) e, successivamente la costruzione di una portaerei (Graf Zeppelin). Tutte queste navi avrebbero dovuto essere schierate per il 1944, ma, all'inizio della seconda guerra mondiale solo la Bismarck era in stato di approntamento abbastanza avanzato e fu consegnata pochi giorni prima dell'inizio della guerra, mentre la Tirpitz fu consegnata solo il 25 febbraio 1941 e la Graf Zeppelin fu varata ma mai completata.

## Varo e preparazione

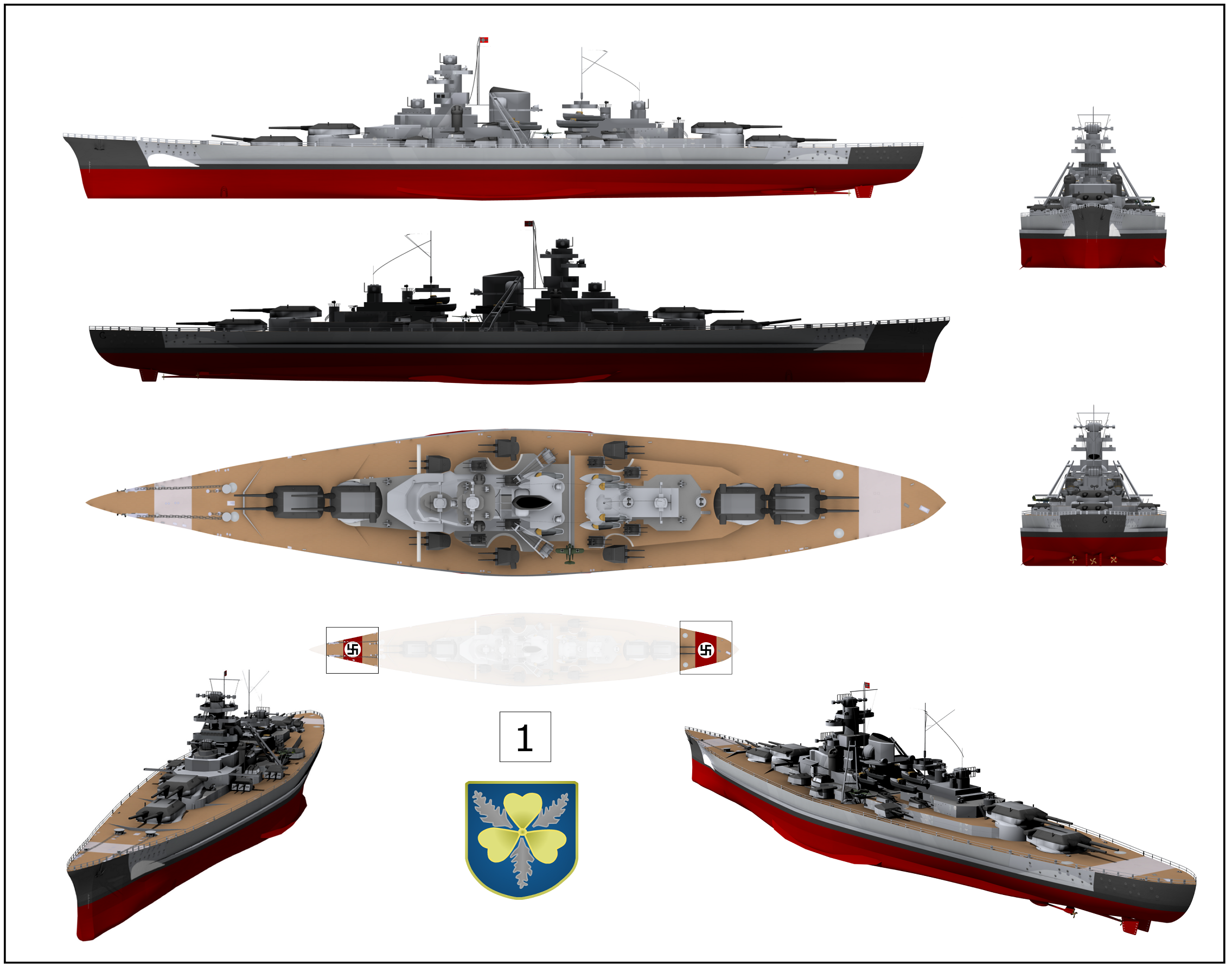
Profili della Bismarck

Il varo della Bismarck avvenne il 14 febbraio 1939 ad Amburgo alla presenza di Hitler, Raeder, Keitel, Göring, Goebbels, Hess, Ribbentrop, Himmler, Bormann e von Schirach, a sottolineare l'importanza che si dava all'evento. Madrina del varo fu la nipote del Cancelliere eponimo della nave, Dorothea von Loeenfeld.
Fu successivamente consegnata e al suo comando fu messo Ernst Lindemann e iniziò le prove in mare nel Mar Baltico. Nel marzo del 1941 effettuò le prove di tiro a Gotenhafen e alla fine iniziò l'addestramento di squadra con l'incrociatore pesante Prinz Eugen.
Mentre la Bismarck addestrava il suo equipaggio e metteva a punto i sistemi di bordo, le altre navi da battaglia tedesche, ora che potevano fare base a Brest, cercavano d'impedire il traffico navale della Gran Bretagna. A quel punto il comandante dell'OKM (Oberkommando der Marine), ammiraglio Raeder, decise di utilizzare la Bismarck per proteggere le navi di superficie da interferenze delle corazzate britanniche, oltre che, naturalmente, per attaccare i mercantili che rifornivano la Gran Bretagna. Per questo, all'inizio di aprile, la squadra ebbe l'ordine di trasferirsi nell'Atlantico, dove si sarebbe riunita con il Gneisenau per impedire il traffico mercantile diretto verso la Gran Bretagna. Si trattava di ciò che l'Ammiragliato britannico da tempo paventava. L'operazione, chiamata Operazione Rheinübung, presentava un pericolo potenziale estremamente elevato per il traffico mercantile, che era l'arteria da cui si nutriva la Gran Bretagna, isolata dall'Europa. Al comando del gruppo navale fu messo l'ammiraglio Günther Lütjens.

## Vita operativa e affondamento

### Operazione Rheinübung

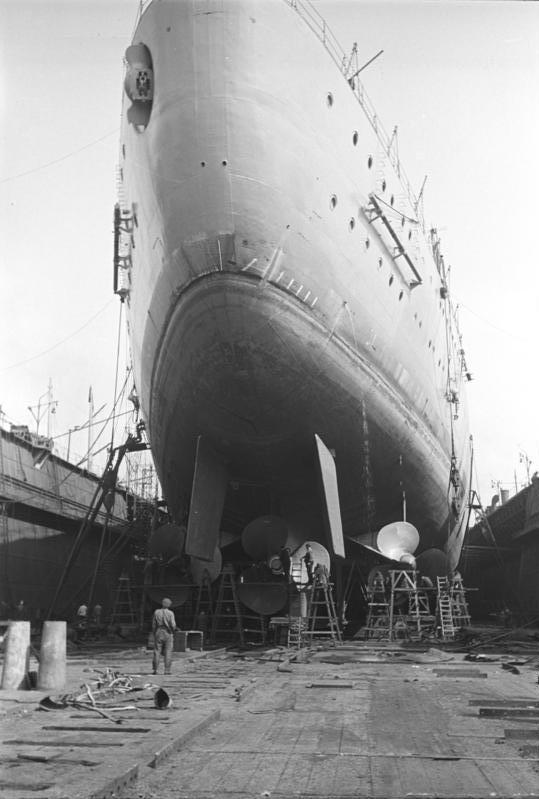
La Bismarck in bacino

L'esecuzione dell'operazione Rheinübung prevedeva il massimo di segretezza, ma la squadra fu avvistata dall'incrociatore svedese Gotland mentre usciva dal Kattegat e dalla resistenza norvegese a Kristiansand, quindi l'ambasciata inglese a Stoccolma ne fu immediatamente informata. Immediatamente iniziò il pattugliamento del mare del Nord da parte della Home Fleet, ma la squadra fu avvistata nel fiordo di Korsfjord, presso Bergen dalla ricognizione della RAF. La Royal Navy mosse immediatamente l'Hood e la Prince of Wales da Scapa Flow per averle in area di operazioni appena la Bismarck fosse stata intercettata. La squadra (composta da Bismarck, Prinz Eugen e tre cacciatorpediniere non identificati) salpò da Bergen alle 19:30 del 21 maggio, rotta nord-ovest. Il mattino successivo i cacciatorpediniere lasciarono le navi principali ed iniziò il forzamento del canale di Danimarca.
La squadra tedesca fu avvistata alle 18 del 23 maggio dall'incrociatore Suffolk che pattugliava il Canale di Danimarca con il Norfolk e i due incrociatori cominciarono a pedinare la squadra tedesca, mentre le Hood e Prince of Wales si dirigevano verso il nemico, guidati dai segnali dei loro incrociatori. Alle 5:52 del 24 maggio 1941 l'Hood apriva il fuoco sul Prinz Eugen, dando inizio alla battaglia dello Stretto di Danimarca. La Hood venne centrata, nella parte posteriore rispetto ai due fumaioli, prima dalla terza salva della Prinz Eugen e poi dalla quarta salva della Bismarck. Un proiettile perforò i pontoni corazzati ed esplose in una santabarbara contenente i proiettili da 381, provocando un'enorme esplosione che spezzò in due parti la nave inglese. Alle 6:00 l'Hood affondava con tutto il suo equipaggio (3 superstiti), alle 6:09 la Bismarck e il Prinz Eugen cessavano il fuoco sulla Prince of Wales, che, pesantemente danneggiata, rompeva il contatto con la squadra tedesca. A questo punto non c'erano più ostacoli perché le due navi potessero entrare nell'Atlantico.

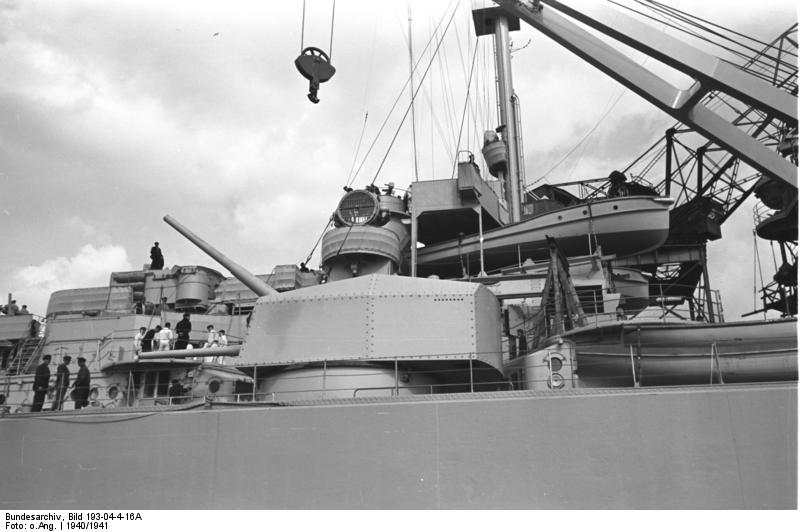
Vista di una delle torri da 150 mm

Nel corso del combattimento la Bismarck aveva incassato tre colpi dalla Prince of Wales: mentre due di questi avevano provocato danni non troppo pesanti, il terzo (a prua, sulla linea di galleggiamento) aveva provocato una perdita di nafta e un allagamento dei serbatoi che, provocando appruamento, impedivano alla nave di tenere la piena velocità; la Bismarck quindi dovette puntare su un porto amico. I porti amici più vicini erano quelli norvegesi, a circa 1000 miglia, mentre i porti francesi erano a circa 1600 miglia. A questo punto Lütjens dovette prendere la decisione se continuare nell'Atlantico o tornare nel mare del Nord. A favore della seconda decisione era la minore distanza dai porti in cui riparare la Bismarck, ma contro erano queste considerazioni:
- per rientrare in Norvegia avrebbe dovuto rientrare nel Canale di Danimarca, dove non poteva sperare di far perdere le proprie tracce agli incrociatori inglesi che la seguivano;
- rientrando verso la Norvegia si sarebbe avvicinato alla principale base navale della Home Fleet (Scapa Flow);
- una volta rientrato, avrebbe nuovamente dovuto tentare il forzamento del canale di Danimarca, questa volta in luglio o agosto;
- se fosse rientrato in Germania sarebbe stato esposto a chi era contro di lui, venendo accusato di codardia; inoltre avrebbe perso la fiducia del Führer che, secondo fonti non ufficiali, poco dopo aver appreso del riuscito passaggio nello stretto di Danimarca, gli scrisse un messaggio informandolo che la Germania aspettava i risultati nell'Atlantico.

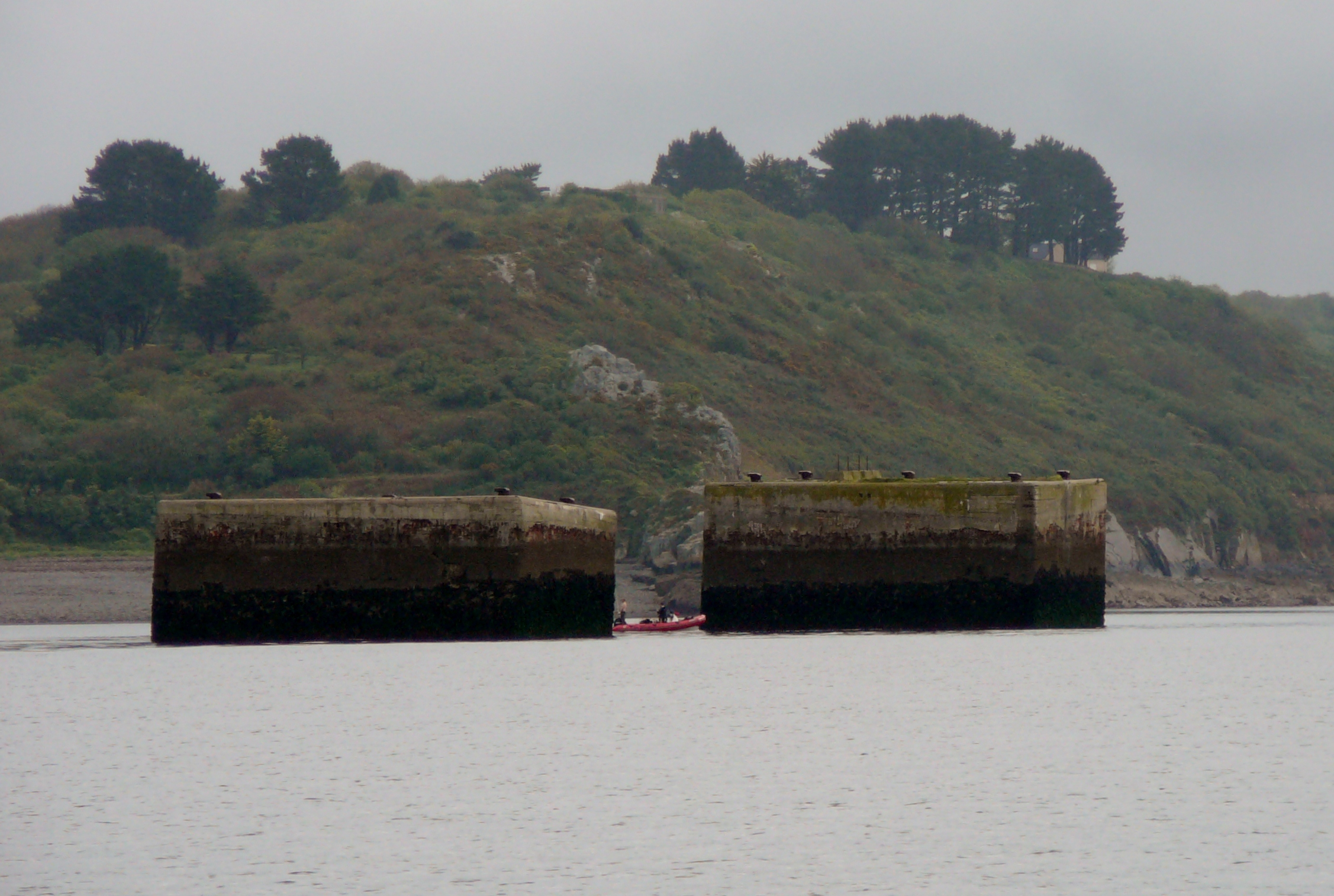
Briccole all'interno della Rada di Brest per ormeggiare la Bismarck

Queste considerazioni spinsero Lütjens a prendere la decisione di puntare verso la Francia per cercare di approdare a Brest, dove furono predisposte delle apposite briccole all'interno della sua rada. Solo la Prinz Eugen riuscì ad approdare alle briccole.

### La caccia alla Bismarck
Appena fu noto l'esito della battaglia dello Stretto di Danimarca, l'Ammiragliato inglese spostò tutte le navi che aveva a disposizione nell'Atlantico, dalla King George V fino alle vecchie corazzate della Prima guerra mondiale. Al calar della sera Lütjens ordinò al Prinz Eugen di dirigere verso Brest, mentre la Bismarck impegnava il Suffolk che continuava il pedinamento. Nel corso della notte la Bismarck fu attaccata dagli Swordfish lanciati dalla portaerei Victorious (Home Fleet), che mandarono a segno un solo siluro che non provocò danni; causò però il primo caduto nell'equipaggio. Tuttavia la velocità della Bismarck fu fatta scendere a 16 nodi per permettere di risistemare le toppe messe per riparare i danni dovuti allo scontro precedente, danneggiate dalle violente accostate della corazzata per evitare i siluri. Lindemann trovò il sistema di sottrarsi ai radar britannici e alle 3:13 della notte il Suffolk perse il contatto con la nave da battaglia tedesca. Nell'Atlantico si trovava un oggetto pericoloso e non segnalato. Intanto la Forza H (portaerei Ark Royal, incrociatore da battaglia Renown e incrociatore Sheffield), partita da Gibilterra, ricevette l'ordine di unirsi alle forze che dovevano intercettare la Bismarck.
La mattina successiva (25 maggio) Lütjens, convinto di essere ancora pedinato dagli inglesi, inviò un lungo messaggio radio che, intercettato dalle stazioni inglesi, permise una triangolazione della posizione della Bismarck. Tale triangolazione tuttavia si rivelò errata (poiché la distanza fra la nave e le stazioni di intercettazione radio era breve, ne risultò una base di triangolazione piuttosto stretta causando un grande errore sulla posizione partendo da un piccolo errore dell'angolo), il che mandò fuori rotta sia la Home Fleet che la squadra Suffolk, Norfolk (la Prince of Wales si era allontanata dagli incrociatori, una volta perso il contatto con la Bismarck). L'errore non fu corretto che alle 16:30 del pomeriggio, quando però alcuni incrociatori e cacciatorpediniere si erano diretti verso le basi per rifornirsi di nafta.
Solo alle 10.30 del 26 maggio un Catalina della 209ª Squadriglia ritrovò la Bismarck, individuò la posizione e lanciò un messaggio all'Ammiragliato. Da quel momento la Bismarck tornò a essere sotto il controllo britannico. Alla nave mancavano meno di 700 miglia per raggiungere Brest, ma non sarebbero state miglia facili con tutte le forze britanniche disponibili che convergevano verso di lei. La forza più vicina era la Forza H da cui, poco prima delle 15, furono lanciati gli Swordfish della Ark Royal, che rientrarono prematuramente dopo un attacco contro lo Sheffield (confuso con la Bismarck). Alle 19:10 l'Ark Royal lanciò nuovamente gli Swordfish, che alle 20:53 giunsero a contatto con la nave tedesca. Gli aerosiluranti misero a segno due colpi, uno a centro nave che, esplodendo sulla cintura corazzata, non provocò danni, e uno sulla poppa che segnò il destino della Bismarck danneggiando il meccanismo di controllo del timone, che rimase bloccato a 15º.

### La fine
Sulla Bismarck si tentò di manovrare con le eliche, con risultati pratici nulli. Ormai l'unica cosa che poteva fare la nave da battaglia era di aspettare il suo fato. Nel corso della nottata fu attaccata dalla 5ª Flottiglia Cacciatorpediniere dell'ammiraglio Vian; i cinque cacciatorpediniere nel corso della notte lanciarono 14 siluri contro la Bismarck, senza tuttavia mettere colpi a segno. In compenso svolsero il ruolo insostituibile di tenere la grossa nave sotto un controllo stretto e continuo, grazie al radar del Cossack. Alle 8:43 la Home Fleet avvistò la Bismarck, che stava navigando a 6 nodi. La prima nave ad aprire il fuoco fu il Rodney alle 8.47, da 19 km, seguito dopo un minuto dalla King George V. La Bismarck inizialmente tentò di rispondere al fuoco, ma, impedita a mantenere una rotta stabile, riuscì solamente a mettere qualche salva "a cavallo" del Rodney, senza procurargli danni sensibili. La King George V non riuscì a colpire il bersaglio con le sue artiglierie, mentre il Rodney fra le 8:49 e le 9:10 aveva messo sulla Bismarck 4 colpi da 406 mm, provocando danni sia alla direzione di tiro sia alle torri prodiere (le uniche che potevano impegnare le navi britanniche). Altri due colpi (356 mm) arrivarono dalla King George V alle 9.13 sulla nave tedesca, a prua e a poppa. Un minuto dopo il Rodney metteva fuori uso anche la direzione di tiro secondaria, e la Bismarck non fu più in grado di reagire alle salve nemiche. La torre "Dora" (cioè la torre D, quella più vicina alla poppa della nave) tirò il suo ultimo colpo alle 9:31. Da quel momento la Bismarck si comportò come un pontone per il tiro delle navi britanniche, che ormai sparavano da meno di 9 km: a quel punto circa 300 colpi centrarono la nave tedesca. Da fonti tedesche, pare che alle 9:30 Lindemann (sembra infatti che Lütjens, vedendo ormai fallita la missione con la perdita sicura della nave, si fosse suicidato nella notte precedente lo scontro) ordinasse di iniziare le operazioni per l'autoaffondamento della Bismarck, mentre fonti inglesi descrivono di come l'Ammiraglio Tovey, non capacitandosi del fatto che la Bismarck galleggiasse ancora, facesse cessare il fuoco da parte delle navi da battaglia inglesi e ne ordinasse l'affondamento facendola silurare dall'incrociatore Dorsetshire: in ogni caso, alle 10.36 del 27 maggio la Bismarck scomparve sotto la superficie del mare, con le eliche ancora in moto e la bandiera da guerra a picco.

## Ritrovamento del relitto
L'8 giugno 1989 il relitto, in ottime condizioni (è ancora visibile il legno di teak del ponte superiore), è stato localizzato da una spedizione statunitense condotta dall'oceanografo Robert Ballard, lo stesso che quattro anni prima aveva scoperto il relitto del Titanic. Giace ai piedi d'una catena montuosa sommersa alla profondità di 4791 m, circa 650 chilometri a ovest del porto francese di Brest, in Bretagna.
Le esatte coordinate del relitto sono a conoscenza solo del governo tedesco, che lo ha dichiarato sacrario militare.

## L'affondamento della Bismarck
Sin dal suo affondamento, la Royal Navy ha sempre affermato con sicurezza che ad abbattere la possente nave da guerra fossero stati i numerosi colpi subiti nello scontro con la Home Fleet. Tuttavia i sopravvissuti della stessa corazzata tedesca hanno sempre raccontato che il capitano Lindemann, resosi ormai conto della situazione disperata in cui si trovava la sua nave, ne avesse ordinato l'auto affondamento per evitarne la cattura da parte del nemico. Benché per decenni si sia dibattuto sulla questione, una dettagliata spedizione condotta nel 2002 confermò la versione data dai marinai tedeschi: il relitto della Bismarck, infatti, risulta sorprendentemente ben conservato e, anzi, la cintura corazzata e lo scafo, ad eccezione di una sezione di circa trenta metri della poppa, sono praticamente intatti, a malapena ammaccati dai pezzi da 356 mm della King George V e non vi sono le falle che i siluri, che secondo la marina britannica avrebbero affondato la corazzata, avrebbero dovuto aprire sotto la linea di galleggiamento.

## Nella cultura di massa

### Filmografia
- Affondate la Bismarck! (Sink the Bismarck!), regia di Lewis Gilbert (1960).

### Musica
- Bismarck, singolo del gruppo power-metal epic-metal svedese Sabaton (2019). Video con citazioni e immagini consequenziali.
- M.S. Bismarck, brano del gruppo Death doom metal olandese Asphyx dall'album Last One on Earth (1992).
- Sink the Bismarck, brano del cantante country statunitense Johnny Horton.

### Videogiochi
- KMS Bismarck è uno dei tanti personaggi ottenibili nel videogioco mobile Azur Lane.